# Cobranding

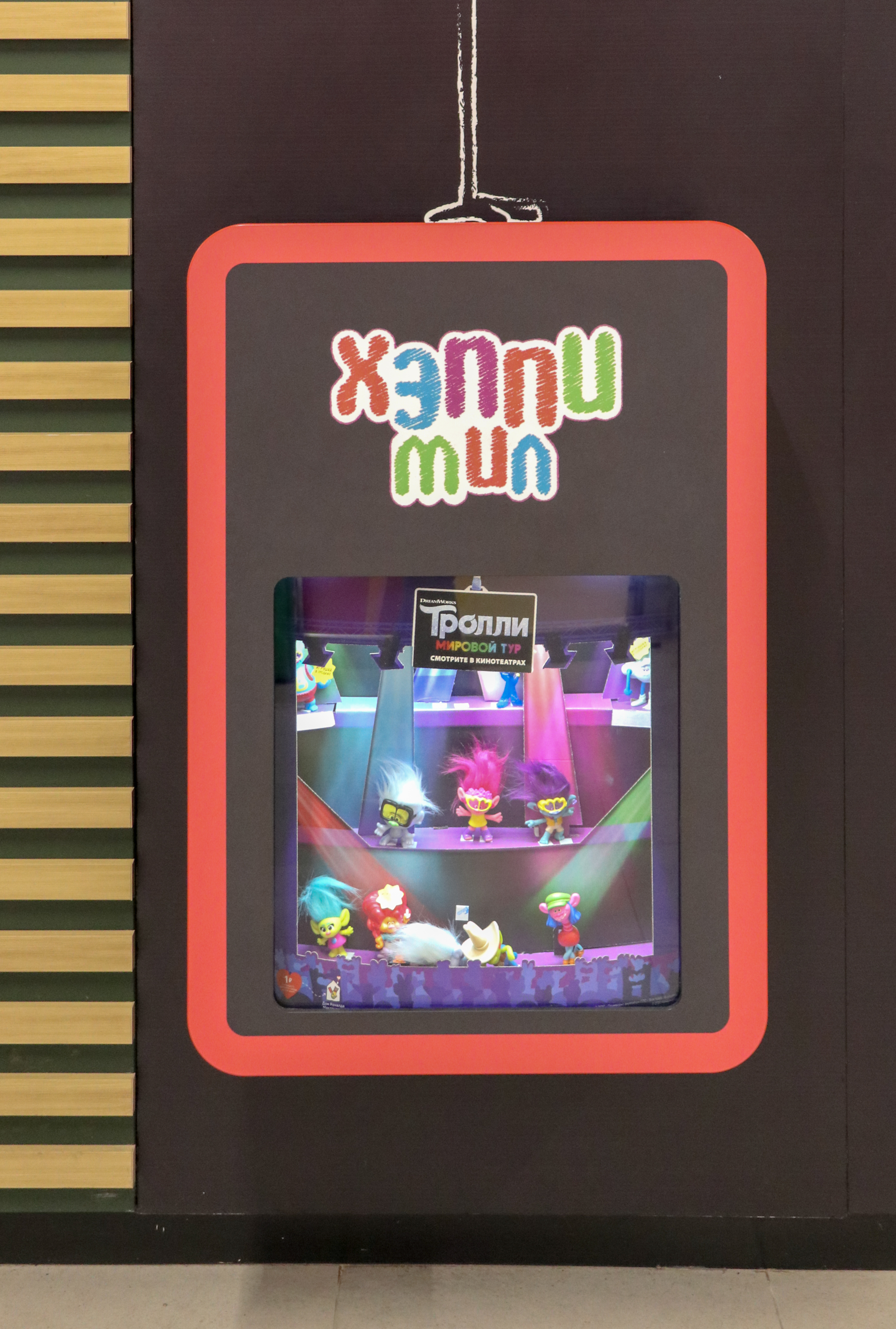
Cobranding entre el Happy Meal (menú para niños) de McDonald's y los juguetes de la marca Troll.

El cobranding (/kɑˈbrændɪŋ/; de co- «junto con» y branding «[creación de una] marca») es una estrategia de marketing que implica una alianza estratégica de dos o más nombres de marca conjuntamente utilizados en un solo producto o servicio.
La marca compartida es un acuerdo que asocia un solo producto o servicio con más de una marca, o asocia un producto con otra persona que no sea el productor principal. El acuerdo de marca compartida típico involucra a dos o más compañías que actúan en cooperación para asociar cualquiera de varios logotipos, esquemas de color o identificadores de marca a un producto específico designado contractualmente para este propósito. El objetivo de esto es combinar la fuerza de dos marcas, con el fin de aumentar la prima que los consumidores están dispuestos a pagar, hacer que el producto o servicio sea más resistente a la copia por parte de los fabricantes de etiquetas privadas, o combinar las diferentes propiedades percibidas asociadas con estas marcas. con un solo producto
Una primera instancia de marca compartida ocurrió en 1956 cuando Renault hizo que Jacques Arpels de los joyeros Van Cleef & Arpels convirtieran el tablero de instrumentos de uno de sus Dauphines recién introducidos en una obra de arte.
El co-branding o marca compartida (también llamada «asociación de marcas») como se describe en Co-Branding: The Science of Alliance, es cuando dos compañías forman una alianza para trabajar juntas creando así sinergia de marketing.

## Cobranding digital
La marca compartida digital es una estrategia de marketing digital que sigue los principios básicos de la marca compartida, pero alinea la marca del anunciante con la editorial digital que tiene el mismo público objetivo. La plataforma de publicación tendría que renunciar a cierto control editorial para activar el contenido de la marca del anunciante. Los sitios web de viajes están más abiertos a crear programas de marca compartida. Involucran a su audiencia en todos los procesos durante el proceso de reserva. Por ejemplo, el sitio web de actualización de nieve presenta su anuncio en el sitio web de estaciones de esquí. Si el anuncio de marca compartida publicado es relevante y atractivo, es más efectivo que un anuncio de Internet normal. Ayuda al anunciante a conectarse e interactuar con más consumidores.
Por ejemplo, The Huffington Post se ha asociado con Johnson & Johnson en temas como mujeres y niños escritos por reporteros independientes de Huffington Post.
La marca compartida digital debe llevarse a cabo junto con la compra programática para ser más eficiente y eficaz en las campañas de marketing de medios digitales.

## Tipos decobranding

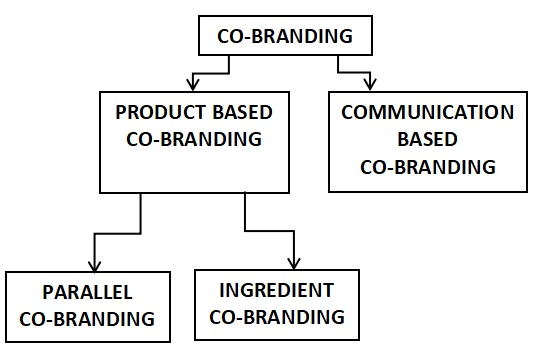

Los dos tipos de cobranding son el cobranding basado en productos y el cobranding basado en comunicaciones.

## Cobrandingde productos
El cobranding basado en productos es una estrategia de marketing que implica la vinculación de múltiples marcas de diferentes compañías para crear un producto indicativo de sus identidades individuales. La marca compartida basada en productos puede clasificarse en marcas compartidas paralelas e ingredientes.

### Cobranding paralelo
El cobranding paralelo es la estrategia de marketing en la que varias marcas se unen y crean una marca combinada.

### Cobranding ingrediente
El cobranding de ingredientes es una estrategia de marketing llevada a cabo por un proveedor en la que un ingrediente de un producto elige posicionar su marca.

### Ventajas delcobrandingde productos
Algunas ventajas observadas son,
- Valor agregado y diferenciación
- Acceso a nuevos clientes.
- Mejor comunicación integrada.
- Posicionamiento
- Reducción del costo de introducción del producto.

### Desventajas delcobrandingde productos
Algunas desventajas observadas son,
- Pérdida de control
- Bajo rendimiento del cobranding

## Cobrandingde comunicaciones
La marca compartida basada en comunicaciones es una estrategia de marketing que implica la vinculación de múltiples marcas de diferentes compañías para comunicarse y promocionar conjuntamente sus marcas.

### Ventajas delcobrandingde comunicaciones
Algunas ventajas observadas son,
- Oportunidades de respaldo
- Compartir costos publicitarios
- El intercambio de recursos
- Mejora la conciencia

### Desventajas delcobrandingde comunicaciones
Algunas desventajas observadas son,
- Diferencia de opinión
- Imagen de marca compartida negativa
- Bajo rendimiento de la marca compartida

## Propósito
Según Chang, del Journal of American Academy of Business, Cambridge, hay tres niveles de marca compartida: cuota de mercado, extensión de marca y marca global.
- Nivel 1 se afilia con otra compañía para penetrar en el mercado
- Nivel 2 se trabaja para extender la marca en función de la cuota de mercado actual de la compañía
- Nivel 3 se intenta lograr una estrategia global combinando las dos marcas

## Modalidades decobranding
Existen diferentes modalidades de cobranding. Las compañías pueden trabajar con otras compañías para combinar recursos y aprovechar las competencias básicas individuales, o pueden usar los recursos actuales dentro de una compañía para promocionar múltiples productos a la vez. Las formas de cobranding incluyen: cobranding de ingredientes, cobranding de la misma compañía, cobranding nacional a local, cobranding de empresa conjunta y cobranding de múltiples patrocinadores. No importa qué forma elija utilizar una empresa, el propósito es responder a los cambios del mercado, desarrollar las competencias básicas propias y trabajar para aumentar los ingresos del producto.
Una forma de marca compartida es el cobranding de ingrediente. Esto implica crear valor de marca para los materiales, componentes o partes que están contenidos en otros productos.
Ejemplos:
- La mezcla para brownie de Betty Crocker incluye jarabe de chocolate de la marca Hershey's.
- La mezcla para brownie de Pillsbury incluye cacao en polvo de la marca Nestlé.
- Las computadoras Dell con procesadores Intel
- Los snacks Pop-tarts de Kellogg's con fruta de Smuckers.

Otra forma de cobranding es el cobranding de la misma compañía (autocobranding). Esto es cuando una empresa con más de un producto promociona sus propias marcas juntas simultáneamente.
Ejemplos
- Las galletas saladas Lunchables de Kraft con carne Oscar Mayer
- Courtyard by Marriott, una marca de hotel (Courtyard) que opera bajo la marca distintiva de Marriott International (Marriott)

El cobranding nacional a local ocurre cuando una pequeña empresa nacional se asocia con una marca o red local para dirigirse a audiencias e intereses locales.
Ejemplos: 
- Las populares tarjetas de crédito Visa con todos los minoristas locales que tienen datáfonos Visa[10]
- Fabricantes de automóviles con concesionarios locales

El cobranding conjunto es otra forma de cobranding definido como dos o más compañías que buscan una alianza estratégica para presentar un producto al público objetivo.
Ejemplo:
- British Airways y Citibank formaron una asociación que ofrece una tarjeta de crédito donde el propietario de la tarjeta se convertirá automáticamente en miembro del Club Ejecutivo de British Airways.

Finalmente, el cobranding de más de un patrocinador, que involucra a varias compañías que trabajan juntas para formar una alianza estratégica en tecnología, promociones, ventas, etc.
Ejemplo:
- Asociación de tarjeta de crédito Citibank / American Airlines / Visa[11]

## Relación entre valor de marca ycobranding
El nombre de la marca indica al cliente sobre su conexión con la marca en base a información o experiencia. El valor de marca define la asociación del consumidor hacia una marca. La marca original es familiar entre los clientes, mientras que la otra marca todavía es nueva. Hay muchas asociaciones de consumidores hacia productos de cobranding. Por lo tanto, el cliente utiliza la información de la marca constitutiva cuando no hay una nueva marca formada por cobranding. 
No obstante, cuando hay una imagen negativa causada por una de las marcas constituyentes, también afecta a la otra marca constituyente. El valor de la marca se puede dañar si se combina con una marca que puede tener una imagen negativa en el futuro. La asociación de marcas se desarrolla a lo largo de los años por experiencias y exposiciones repetidas. Ayuda a los clientes a recopilar información, diferenciarla y tomar una decisión de compra. La marca compartida puede mejorar o destruir la percepción del cliente de cada marca constituyente y crear una nueva percepción para el producto de marca compartida.

## Lectura complementaria
- Kalafatis, S., N. Remizova, D. Riley and J. Singh (2012), “The Differential Impact of Brand Equity on B2B Co-branding,” Journal of Business and Industrial Marketing, Vol. 27, Issue 8, pp. 623–634.
- Litvinov, Nikolai.  // Identity. — 2007. — №13(4). — pp. 96–105.
- Singh, J., S. Kalafatis, and L. Ledden (2014), “Consumer Perceptions of Cobrands: The Role of Brand Positioning Strategies,” Marketing Intelligence & Planning, Vol. 32, Issue 2, pp. 145–159.
- Wei-Lun Chang, “A Typology of Co-branding Strategy: Position and Classification,” Journal of American Academy of Business, Cambridge (JAABC), Vol. 12, No. 2, March, pp. 220–226, 2008.
- José Ignacio Monrabal, "When should you Co-Brand? Seven Questions to Help Determine In Which Cases Co-Branding Is Right for Your Organization," Ad Age, July 2016.